# Мореуз
Мореуз (исто као и канал, теснац, пролаз и врата) је географски појам којим се означава ужи део мора или океана између две копнене масе. Многи мореузи имају велики економски значај, јер кроз њих пролазе значајни поморски путеви. Зато су у прошлости вођени ратови за контролу мореуза. Бројни вештачки мореузи (канали) су прокопани да би се повезале две водене масе и поморски путеви скратили.
Најпознатији вештачки канали су: Суецки канал који повезује Црвено и Средоземно море, Панамски канал који повезује Тихи океан и Карипско море, Коринтски канал који повезује Егејско море са Коринтским заливом и Јонским морем, Килски канал који повезује Северно и Балтичко море.
Најпознатији светски мореузи су: Гибралтар који повезује Средоземно море са Атлантским океаном, Босфор и Дарданели који повезују Егејско и Црно Море, Доверски теснац који повезује Атлантик са Северним морем, Малајски који повезује Индијски океан са Јужним кинеским морем, Берингов мореуз који повезује Северни океан са Тихим океаном. Други познати мореузи су: Отрантска врата, Скагерак, Категат, Палков мореуз, Корејски пролаз, Ормуски мореуз, Хадсонов пролаз, Магеланов пролаз, Мозамбијски пролаз, Флоридски пролаз.
У следећој табели дат је преглед важнијих мореуза са неким њиховим карактеристикама. Мореузи су поређани по азбучном реду.
| Назив              | Ширина (км) | Дубина (м) | Положај                                      |
| Баб-ел-Мандеб      | до 25,7     | 29-311     | Црвено море - Арабијско море (Аденски залив) |
| Басов мореуз       | 200-224     | до 88      | Аустралија - Тасманија                       |
| Берингов мореуз    | до 85,9     | до 40      | Северни ледени океан - Берингово море        |
| Босфор             | 0,66-4,6    | 37-50      | Мраморно море - Црно море                    |
| Гибралтар (мореуз) | 13 - 37     | 760-1000   | Средоземно море - Атлантски океан            |
| Дарданели          | 4-5         | 53-106     | Егејско море - Мраморно море                 |
| Доверски теснац    | 32          | 30         | Канал Ламанш - Северно море                  |
| Ересунд            | 4,8-48      | 25         | Балтичко море - Категат                      |
| Јукатански мореуз  | до 217      | до 2000    | Мексички залив - Карипско море               |
| Каримата           | 200         | до 200     | Јужнокинеско море - Јаванско море            |
| Корејски пролаз    | 190         | 90         | Јапанско море - Источнокинеско море          |
| Ла Перузов пролаз  | 43          | 51-118     | Јапанско море - Охотско море                 |
| Магеланов пролаз   | до 50       | 42-320     | Атлантски океан - Тихи океан                 |
| Макасарски пролаз  | 96-370      | до 2457    | Јаванско море - Целебеско море               |
| Малајски пролаз    | 20-215      | 50         | Андаманско море - Јужнокинеско море          |
| Месински пролаз    | 3-16        | до 1046    | Сицилија - Апенинско полуострво              |
| Ормуски пролаз     | 55-95       | 66-146     | Омански залив - Персијски залив              |
| Отрантска врата    | 75- 140     | 700-1000   | Јадранско море - Јонско море                 |
| Палков мореуз      | 3,2-7,4     | 2-15       | Индија - Шри Ланка                           |
| Северни пролаз     | 20          | до 265     | Атлантски океан - Ирско море                 |
| Хадсонов пролаз    | 64-240      | 942        | Атлантски океан - Хадсонов залив             |